# Kainun institutti

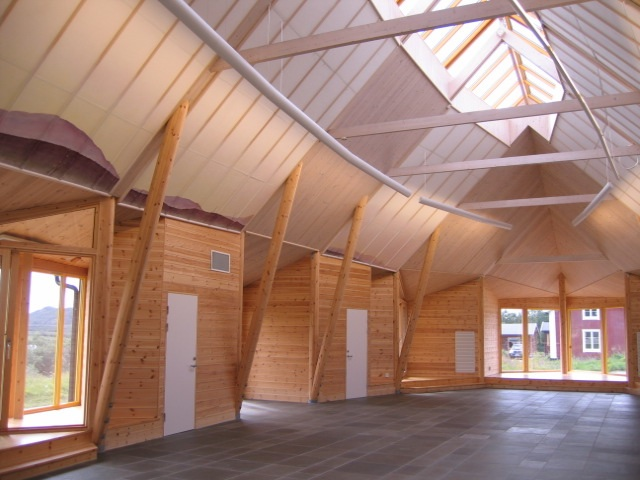
Interiör. Tornedalshuset syns i bakgrunden

Kainun institutti – Kvensk institutt är ett norskt nationellt centrum för kvänskt språk och kvänsk kultur, beläget i Børselv i Porsangers kommun i Finnmark fylke i norra Norge. Institutet instiftades 2005, och centret öppnades officiellt den 14 juni 2007. Det drivs med stöd från norska staten.
Institutet ägs av Stiftelsen Kainun institutti – Kvensk institutt. Dess uppgift är att etablera och driva ett kvänskt språkråd samt att bedriva upplysningsarbete om kvänskt språk och kvänsk kultur. Målet är att utveckla, dokumentera och förmedla kunskap och information om språket och kulturen och främja bruket av kvänska i samhället. I styrelsen sitter representanter från Porsanger kommun, Norske kveners forbund, NKF:s lokalföreningar i Børselv och Lakselv, Høgskolen i Finnmark och Universitetet i Tromsø. 
Byggnaden är ritad av Odd Østbye och Ingolf Westbø. Den är dekorerad med takmålningen Koitto – Gryning av Eva Bakkeslett (född 1966).

## Bildgalleri

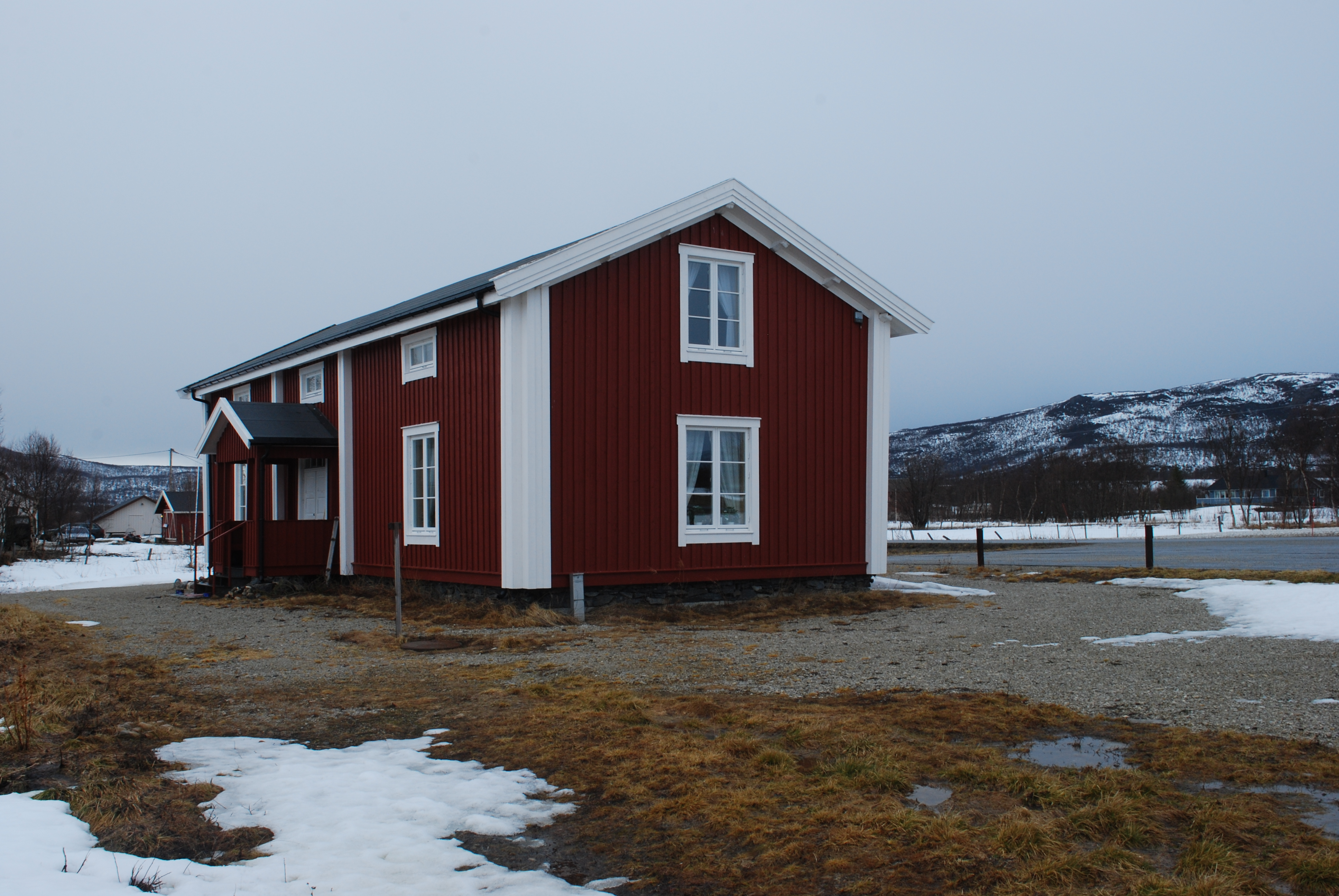
Tornedalshuset på Kventunet
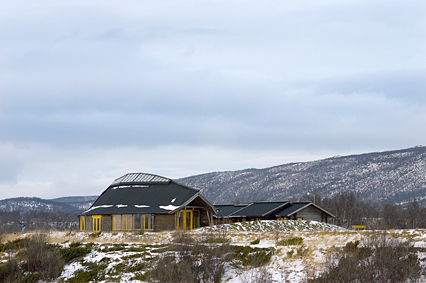
Kainun institutti